# Volta à Dinamarca de 2017
A 27.ª edição da Volta à Dinamarca celebrou-se entre 12 e 16 de setembro de 2017 com início na cidade de Frederiksberg e final na cidade de Aarhus. O percurso consistiu de um total de 5 etapas sobre uma distância total de 759,8 km.
A corrida fez parte do circuito UCI Europe Tour de 2017 dentro da categoria 2.hc e foi vencida pelo ciclista dinamarquês Mads Pedersen da equipa Trek-Segafredo. O pódio completaram-no os ciclistas dinamarqueses Michael Valgren da equipa Astana e Casper Pedersen da equipa Giant-Castelli.

## Equipas participantes
Tomaram a partida um total de 16 equipas, dos quais 3 foi de categoria UCI WorldTeam, 7 Profissional Continental, 5 Continentais e a selecção nacional da Dinamarca, quem conformaram um pelotão de 126 ciclistas dos quais terminaram 110.
| Equipes WorldTeam (3)- Astana - Team Sunweb - Trek-Segafredo Equipes profissionais Continentais (7)- Bardiani CSF - Cofidis, Solutions Crédits - Direct Énergie - Novo Nordisk - Roompot-Nederlandse Loterij - Sport Vlaanderen-Baloise - Wanty-Groupe Gobert Equipes Continentais (5)- BHS-Almeborg Bornholm - ColoQuick-Cult - Giant-Castelli - Riwal Platform - Virtu Cycling Equipe nacional- Dinamarca |
| |

## Percorrido
| Etapa | Data    | Percurso                   | type                      | Distância (km) | Vencedor         | Líder geral     |
| ----- | ------- | -------------------------- | ------------------------- | -------------- | ---------------- | --------------- |
| 1     | 12 set. | Frederiksberg – Kalundborg | etapa plana               | 176,6          | Casper Pedersen  | Casper Pedersen |
| 2     | 13 set. | Svendborg – Odense         | etapa plana               | 183,8          | etapa cancelada  | Casper Pedersen |
| 3     | 14 set. | Otterup – Vejle            | etapa escarpada           | 183,6          | Mads Pedersen    | Mads Pedersen   |
| 4     | 15 set. | Randers – Randers          | contrarrelógio individual | 17,8           | Matthias Brändle | Mads Pedersen   |
| 5     | 16 set. | Ebeltoft – Aarhus          | etapa plana               | 198            | Max Walscheid    | Mads Pedersen   |

### 1.ª etapa
| \| Classificação por etapas \| Classificação por etapas \| Classificação por etapas \| Classificação por etapas \| Classificação por etapas \| \| Ciclista \| Ciclista \| Equipe \| Tempo \| \| \| ------------------------ \| ------------------------- \| --------------------------- \| ------------------------ \| ------------------------ \| \| 1. \| Casper Pedersen \| Giant-Castelli \| 4h07m47s \| \| \| 2. \| Nacer Bouhanni \| Cofidis, Solutions Crédits \| + 6s \| \| \| 3. \| Phil Bauhaus \| Team Sunweb \| + 6s \| \| \| 4. \| Christophe Laporte \| Cofidis, Solutions Crédits \| + 6s \| \| \| 5. \| Thomas Boudat \| Direct Énergie \| + 6s \| \| \| 6. \| Matti Breschel \| Astana \| + 6s \| \| \| 7. \| Michael Carbel Svendgaard \| VéloCONCEPT \| + 6s \| \| \| 8. \| Nicolai Brøchner \| Riwal Platform \| + 6s \| \| \| 9. \| Jesper Asselman \| Roompot-Nederlandse Loterij \| + 6s \| \| \| 10. \| John Degenkolb \| Trek-Segafredo \| + 6s \| \| |                           |                             |          |
| |                           |                             |          |
| Fonte: ProCyclingStats |                           |                             |          |
| Classificação por etapas |                           |                             |          |
| Ciclista | Ciclista                  | Equipe                      | Tempo    |
| 1. | Casper Pedersen           | Giant-Castelli              | 4h07m47s |
| 2. | Nacer Bouhanni            | Cofidis, Solutions Crédits  | + 6s     |
| 3. | Phil Bauhaus              | Team Sunweb                 | + 6s     |
| 4. | Christophe Laporte        | Cofidis, Solutions Crédits  | + 6s     |
| 5. | Thomas Boudat             | Direct Énergie              | + 6s     |
| 6. | Matti Breschel            | Astana                      | + 6s     |
| 7. | Michael Carbel Svendgaard | VéloCONCEPT                 | + 6s     |
| 8. | Nicolai Brøchner          | Riwal Platform              | + 6s     |
| 9. | Jesper Asselman           | Roompot-Nederlandse Loterij | + 6s     |
| 10. | John Degenkolb            | Trek-Segafredo              | + 6s     |

| \| Classificação geral \| Classificação geral \| Classificação geral \| Classificação geral \| Classificação geral \| \| Ciclista \| Ciclista \| Equipe \| Tempo \| \| \| ------------------- \| ------------------------- \| --------------------------- \| ------------------- \| ------------------- \| \| 1. \| Casper Pedersen \| Giant-Castelli \| 4h07m37s \| \| \| 2. \| Nacer Bouhanni \| Cofidis, Solutions Crédits \| + 10s \| \| \| 3. \| Phil Bauhaus \| Team Sunweb \| + 12s \| \| \| 4. \| Christophe Laporte \| Cofidis, Solutions Crédits \| + 16s \| \| \| 5. \| Thomas Boudat \| Direct Énergie \| + 16s \| \| \| 6. \| Matti Breschel \| Astana \| + 16s \| \| \| 7. \| Michael Carbel Svendgaard \| VéloCONCEPT \| + 16s \| \| \| 8. \| Nicolai Brøchner \| Riwal Platform \| + 16s \| \| \| 9. \| Jesper Asselman \| Roompot-Nederlandse Loterij \| + 16s \| \| \| 10. \| John Degenkolb \| Trek-Segafredo \| + 16s \| \| |                           |                             |          |
| |                           |                             |          |
| Fonte: ProCyclingStats |                           |                             |          |
| Classificação geral |                           |                             |          |
| Ciclista | Ciclista                  | Equipe                      | Tempo    |
| 1. | Casper Pedersen           | Giant-Castelli              | 4h07m37s |
| 2. | Nacer Bouhanni            | Cofidis, Solutions Crédits  | + 10s    |
| 3. | Phil Bauhaus              | Team Sunweb                 | + 12s    |
| 4. | Christophe Laporte        | Cofidis, Solutions Crédits  | + 16s    |
| 5. | Thomas Boudat             | Direct Énergie              | + 16s    |
| 6. | Matti Breschel            | Astana                      | + 16s    |
| 7. | Michael Carbel Svendgaard | VéloCONCEPT                 | + 16s    |
| 8. | Nicolai Brøchner          | Riwal Platform              | + 16s    |
| 9. | Jesper Asselman           | Roompot-Nederlandse Loterij | + 16s    |
| 10. | John Degenkolb            | Trek-Segafredo              | + 16s    |

### 2.ª etapa
Etapa interrompida e cancelada devido a condições climáticas adversas.

### 3.ª etapa
| \| Classificação por etapas \| Classificação por etapas \| Classificação por etapas \| Classificação por etapas \| Classificação por etapas \| \| Ciclista \| Ciclista \| Equipe \| Tempo \| \| \| ------------------------ \| ------------------------ \| --------------------------- \| ------------------------ \| ------------------------ \| \| 1. \| Mads Pedersen \| Trek-Segafredo \| 4h28m15s \| \| \| 2. \| Michael Valgren \| Astana \| + 3s \| \| \| 3. \| Lennard Hofstede \| Team Sunweb \| + 6s \| \| \| 4. \| Rasmus Guldhammer \| VéloCONCEPT \| + 6s \| \| \| 5. \| Pieter Weening \| Roompot-Nederlandse Loterij \| + 12s \| \| \| 6. \| Fabien Grellier \| Direct Énergie \| + 13s \| \| \| 7. \| Marco Minnaard \| Wanty-Groupe Gobert \| + 14s \| \| \| 8. \| Alexander Kamp \| VéloCONCEPT \| + 18s \| \| \| 9. \| Jonas Gregaard \| Riwal Platform \| + 21s \| \| \| 10. \| Dries Van Gestel \| Sport Vlaanderen-Baloise \| + 21s \| \| |                   |                             |          |
| |                   |                             |          |
| Fonte: ProCyclingStats |                   |                             |          |
| Classificação por etapas |                   |                             |          |
| Ciclista | Ciclista          | Equipe                      | Tempo    |
| 1. | Mads Pedersen     | Trek-Segafredo              | 4h28m15s |
| 2. | Michael Valgren   | Astana                      | + 3s     |
| 3. | Lennard Hofstede  | Team Sunweb                 | + 6s     |
| 4. | Rasmus Guldhammer | VéloCONCEPT                 | + 6s     |
| 5. | Pieter Weening    | Roompot-Nederlandse Loterij | + 12s    |
| 6. | Fabien Grellier   | Direct Énergie              | + 13s    |
| 7. | Marco Minnaard    | Wanty-Groupe Gobert         | + 14s    |
| 8. | Alexander Kamp    | VéloCONCEPT                 | + 18s    |
| 9. | Jonas Gregaard    | Riwal Platform              | + 21s    |
| 10. | Dries Van Gestel  | Sport Vlaanderen-Baloise    | + 21s    |

| \| Classificação geral \| Classificação geral \| Classificação geral \| Classificação geral \| Classificação geral \| \| Ciclista \| Ciclista \| Equipe \| Tempo \| \| \| ------------------- \| ------------------- \| --------------------------- \| ------------------- \| ------------------- \| \| 1. \| Mads Pedersen \| Trek-Segafredo \| 8h35m57s \| \| \| 2. \| Michael Valgren \| Astana \| + 9s \| \| \| 3. \| Lennard Hofstede \| Team Sunweb \| + 14s \| \| \| 4. \| Rasmus Guldhammer \| VéloCONCEPT \| + 18s \| \| \| 5. \| Casper Pedersen \| Giant-Castelli \| + 19s \| \| \| 6. \| Pieter Weening \| Roompot-Nederlandse Loterij \| + 24s \| \| \| 7. \| Fabien Grellier \| Direct Énergie \| + 25s \| \| \| 8. \| Marco Minnaard \| Wanty-Groupe Gobert \| + 26s \| \| \| 9. \| Alexander Kamp \| VéloCONCEPT \| + 30s \| \| \| 10. \| Dries Van Gestel \| Sport Vlaanderen-Baloise \| + 30s \| \| |                   |                             |          |
| |                   |                             |          |
| Fonte: ProCyclingStats |                   |                             |          |
| Classificação geral |                   |                             |          |
| Ciclista | Ciclista          | Equipe                      | Tempo    |
| 1. | Mads Pedersen     | Trek-Segafredo              | 8h35m57s |
| 2. | Michael Valgren   | Astana                      | + 9s     |
| 3. | Lennard Hofstede  | Team Sunweb                 | + 14s    |
| 4. | Rasmus Guldhammer | VéloCONCEPT                 | + 18s    |
| 5. | Casper Pedersen   | Giant-Castelli              | + 19s    |
| 6. | Pieter Weening    | Roompot-Nederlandse Loterij | + 24s    |
| 7. | Fabien Grellier   | Direct Énergie              | + 25s    |
| 8. | Marco Minnaard    | Wanty-Groupe Gobert         | + 26s    |
| 9. | Alexander Kamp    | VéloCONCEPT                 | + 30s    |
| 10. | Dries Van Gestel  | Sport Vlaanderen-Baloise    | + 30s    |

### 4.ª etapa
| \| Classificação por etapas \| Classificação por etapas \| Classificação por etapas \| Classificação por etapas \| Classificação por etapas \| \| Ciclista \| Ciclista \| Equipe \| Tempo \| \| \| ------------------------ \| ------------------------ \| ------------------------ \| ------------------------ \| ------------------------ \| \| 1. \| Matthias Brändle \| Trek-Segafredo \| 20m57s \| \| \| 2. \| Martin Toft Madsen \| BHS-Almeborg Bornholm \| + 34s \| \| \| 3. \| Michael Valgren \| Astana \| + 36s \| \| \| 4. \| Mads Pedersen \| Trek-Segafredo \| + 37s \| \| \| 5. \| Mathias Krigbaum \| ColoQuick-Cult \| + 52s \| \| \| 6. \| Niklas Larsen \| VéloCONCEPT \| + 53s \| \| \| 7. \| Max Walscheid \| Team Sunweb \| + 57s \| \| \| 8. \| Casper Pedersen \| Giant-Castelli \| + 58s \| \| \| 9. \| Torkil Veyhe \| ColoQuick-Cult \| + 1m02s \| \| \| 10. \| Martin Mortensen \| ColoQuick-Cult \| + 1m08s \| \| |                    |                       |         |
| |                    |                       |         |
| Fonte: ProCyclingStats |                    |                       |         |
| Classificação por etapas |                    |                       |         |
| Ciclista | Ciclista           | Equipe                | Tempo   |
| 1. | Matthias Brändle   | Trek-Segafredo        | 20m57s  |
| 2. | Martin Toft Madsen | BHS-Almeborg Bornholm | + 34s   |
| 3. | Michael Valgren    | Astana                | + 36s   |
| 4. | Mads Pedersen      | Trek-Segafredo        | + 37s   |
| 5. | Mathias Krigbaum   | ColoQuick-Cult        | + 52s   |
| 6. | Niklas Larsen      | VéloCONCEPT           | + 53s   |
| 7. | Max Walscheid      | Team Sunweb           | + 57s   |
| 8. | Casper Pedersen    | Giant-Castelli        | + 58s   |
| 9. | Torkil Veyhe       | ColoQuick-Cult        | + 1m02s |
| 10. | Martin Mortensen   | ColoQuick-Cult        | + 1m08s |

| \| Classificação geral \| Classificação geral \| Classificação geral \| Classificação geral \| Classificação geral \| \| Ciclista \| Ciclista \| Equipe \| Tempo \| \| \| ------------------- \| ---------------------- \| --------------------------- \| ------------------- \| ------------------- \| \| 1. \| Mads Pedersen \| Trek-Segafredo \| 8h57m31s \| \| \| 2. \| Michael Valgren \| Astana \| + 8s \| \| \| 3. \| Casper Pedersen \| Giant-Castelli \| + 40s \| \| \| 4. \| Rasmus Guldhammer \| VéloCONCEPT \| + 54s \| \| \| 5. \| Lennard Hofstede \| Team Sunweb \| + 1m10s \| \| \| 6. \| Torkil Veyhe \| ColoQuick-Cult \| + 1m16s \| \| \| 7. \| Pieter Weening \| Roompot-Nederlandse Loterij \| + 1m19s \| \| \| 8. \| Christophe Laporte \| Cofidis, Solutions Crédits \| + 1m20s \| \| \| 9. \| Asbjørn Kragh Andersen \| Dinamarca \| + 1m30s \| \| \| 10. \| Jonas Gregaard \| Riwal Platform \| + 1m33s \| \| |                        |                             |          |
| |                        |                             |          |
| Fonte: ProCyclingStats |                        |                             |          |
| Classificação geral |                        |                             |          |
| Ciclista | Ciclista               | Equipe                      | Tempo    |
| 1. | Mads Pedersen          | Trek-Segafredo              | 8h57m31s |
| 2. | Michael Valgren        | Astana                      | + 8s     |
| 3. | Casper Pedersen        | Giant-Castelli              | + 40s    |
| 4. | Rasmus Guldhammer      | VéloCONCEPT                 | + 54s    |
| 5. | Lennard Hofstede       | Team Sunweb                 | + 1m10s  |
| 6. | Torkil Veyhe           | ColoQuick-Cult              | + 1m16s  |
| 7. | Pieter Weening         | Roompot-Nederlandse Loterij | + 1m19s  |
| 8. | Christophe Laporte     | Cofidis, Solutions Crédits  | + 1m20s  |
| 9. | Asbjørn Kragh Andersen | Dinamarca                   | + 1m30s  |
| 10. | Jonas Gregaard         | Riwal Platform              | + 1m33s  |

### 5.ª etapa
| \| Classificação por etapas \| Classificação por etapas \| Classificação por etapas \| Classificação por etapas \| Classificação por etapas \| \| Ciclista \| Ciclista \| Equipe \| Tempo \| \| \| ------------------------ \| ------------------------- \| -------------------------- \| ------------------------ \| ------------------------ \| \| 1. \| Max Walscheid \| Team Sunweb \| 4h44m10s \| \| \| 2. \| Mads Pedersen \| Trek-Segafredo \| + 0s \| \| \| 3. \| Michael Carbel Svendgaard \| VéloCONCEPT \| + 0s \| \| \| 4. \| Thomas Boudat \| Direct Énergie \| + 0s \| \| \| 5. \| Michael Valgren \| Astana \| + 0s \| \| \| 6. \| Christophe Laporte \| Cofidis, Solutions Crédits \| + 0s \| \| \| 7. \| Mirco Maestri \| Bardiani CSF \| + 0s \| \| \| 8. \| Alexander Kamp \| VéloCONCEPT \| + 0s \| \| \| 9. \| Christoffer Lisson \| BHS-Almeborg Bornholm \| + 0s \| \| \| 10. \| Jasper Stuyven \| Trek-Segafredo \| + 0s \| \| |                           |                            |          |
| |                           |                            |          |
| Fonte: ProCyclingStats |                           |                            |          |
| Classificação por etapas |                           |                            |          |
| Ciclista | Ciclista                  | Equipe                     | Tempo    |
| 1. | Max Walscheid             | Team Sunweb                | 4h44m10s |
| 2. | Mads Pedersen             | Trek-Segafredo             | + 0s     |
| 3. | Michael Carbel Svendgaard | VéloCONCEPT                | + 0s     |
| 4. | Thomas Boudat             | Direct Énergie             | + 0s     |
| 5. | Michael Valgren           | Astana                     | + 0s     |
| 6. | Christophe Laporte        | Cofidis, Solutions Crédits | + 0s     |
| 7. | Mirco Maestri             | Bardiani CSF               | + 0s     |
| 8. | Alexander Kamp            | VéloCONCEPT                | + 0s     |
| 9. | Christoffer Lisson        | BHS-Almeborg Bornholm      | + 0s     |
| 10. | Jasper Stuyven            | Trek-Segafredo             | + 0s     |

## Classificações finais
As classificações finalizaram da seguinte forma:

### Classificação geral
| \| Classificação geral \| Classificação geral \| Classificação geral \| Classificação geral \| Classificação geral \| \| Ciclista \| Ciclista \| Equipe \| Tempo \| \| \| ------------------- \| ---------------------- \| --------------------------- \| ------------------- \| ------------------- \| \| 1. \| Mads Pedersen \| Trek-Segafredo \| 13h41m35s \| \| \| 2. \| Michael Valgren \| Astana \| + 15s \| \| \| 3. \| Casper Pedersen \| Giant-Castelli \| + 46s \| \| \| 4. \| Rasmus Guldhammer \| VéloCONCEPT \| + 1m00s \| \| \| 5. \| Lennard Hofstede \| Team Sunweb \| + 1m16s \| \| \| 6. \| Torkil Veyhe \| ColoQuick-Cult \| + 1m23s \| \| \| 7. \| Pieter Weening \| Roompot-Nederlandse Loterij \| + 1m25s \| \| \| 8. \| Christophe Laporte \| Cofidis, Solutions Crédits \| + 1m26s \| \| \| 9. \| Asbjørn Kragh Andersen \| Dinamarca \| + 1m37s \| \| \| 10. \| Jonas Gregaard \| Riwal Platform \| + 1m39s \| \| |                        |                             |           |
| |                        |                             |           |
| Fonte: ProCyclingStats |                        |                             |           |
| Classificação geral |                        |                             |           |
| Ciclista | Ciclista               | Equipe                      | Tempo     |
| 1. | Mads Pedersen          | Trek-Segafredo              | 13h41m35s |
| 2. | Michael Valgren        | Astana                      | + 15s     |
| 3. | Casper Pedersen        | Giant-Castelli              | + 46s     |
| 4. | Rasmus Guldhammer      | VéloCONCEPT                 | + 1m00s   |
| 5. | Lennard Hofstede       | Team Sunweb                 | + 1m16s   |
| 6. | Torkil Veyhe           | ColoQuick-Cult              | + 1m23s   |
| 7. | Pieter Weening         | Roompot-Nederlandse Loterij | + 1m25s   |
| 8. | Christophe Laporte     | Cofidis, Solutions Crédits  | + 1m26s   |
| 9. | Asbjørn Kragh Andersen | Dinamarca                   | + 1m37s   |
| 10. | Jonas Gregaard         | Riwal Platform              | + 1m39s   |

### Classificação por pontos
| Classificação por pontos | Classificação por pontos  | Classificação por pontos   | Classificação por pontos | Classificação por pontos |
| Ciclista                 | Ciclista                  | Equipe                     | Pontos                   |                          |
| ------------------------ | ------------------------- | -------------------------- | ------------------------ | ------------------------ |
| 1.                       | Mads Pedersen             | Trek-Segafredo             | 40 pts                   |                          |
| 2.                       | Michael Valgren           | Astana                     | 30 pts                   |                          |
| 3.                       | Casper Pedersen           | Giant-Castelli             | 25 pts                   |                          |
| 4.                       | Max Walscheid             | Team Sunweb                | 21 pts                   |                          |
| 5.                       | Christophe Laporte        | Cofidis, Solutions Crédits | 18 pts                   |                          |
| 6.                       | Thomas Boudat             | Direct Énergie             | 17 pts                   |                          |
| 7.                       | Michael Carbel Svendgaard | VéloCONCEPT                | 16 pts                   |                          |
| 8.                       | Phil Bauhaus              | Team Sunweb                | 12 pts                   |                          |
| 9.                       | Martin Toft Madsen        | BHS-Almeborg Bornholm      | 12 pts                   |                          |
| 10.                      | Florian Maitre            | Direct Énergie             | 10 pts                   |                          |

### Classificação da montanha
| Classificação da montanha | Classificação da montanha | Classificação da montanha   | Classificação da montanha | Classificação da montanha |
| Ciclista                  | Ciclista                  | Equipe                      | Pontos                    |                           |
| ------------------------- | ------------------------- | --------------------------- | ------------------------- | ------------------------- |
| 1.                        | Nicolai Brøchner          | Riwal Platform              | 30 pts                    |                           |
| 2.                        | Andreas Stokbro           | Riwal Platform              | 30 pts                    |                           |
| 3.                        | Dries Van Gestel          | Sport Vlaanderen-Baloise    | 26 pts                    |                           |
| 4.                        | Benjamin Declercq         | Sport Vlaanderen-Baloise    | 24 pts                    |                           |
| 5.                        | Mathias Bregnhøj          | BHS-Almeborg Bornholm       | 22 pts                    |                           |
| 6.                        | Lorenzo Fortunato         | Bardiani CSF                | 18 pts                    |                           |
| 7.                        | Andreas Kron              | Riwal Platform              | 16 pts                    |                           |
| 8.                        | Mathias Krigbaum          | ColoQuick-Cult              | 12 pts                    |                           |
| 9.                        | Fabien Grellier           | Direct Énergie              | 10 pts                    |                           |
| 10.                       | Tim Ariesen               | Roompot-Nederlandse Loterij | 6 pts                     |                           |

### Classificação dos jovens
| Classificação dos jovens | Classificação dos jovens | Classificação dos jovens | Classificação dos jovens | Classificação dos jovens |
| Ciclista                 | Ciclista                 | Equipe                   | Tempo                    |                          |
| ------------------------ | ------------------------ | ------------------------ | ------------------------ | ------------------------ |
| 1.                       | Mads Pedersen            | Trek-Segafredo           | 13h41m35s                |                          |
| 2.                       | Casper Pedersen          | Giant-Castelli           | + 46s                    |                          |
| 3.                       | Jonas Gregaard           | Riwal Platform           | + 1m39s                  |                          |
| 4.                       | Christoffer Lisson       | BHS-Almeborg Bornholm    | + 3m20s                  |                          |
| 5.                       | Mikkel Honoré            | Dinamarca                | + 3m30s                  |                          |
| 6.                       | Jesper Schultz           | ColoQuick-Cult           | + 3m32s                  |                          |
| 7.                       | Niklas Larsen            | VéloCONCEPT              | + 4m47s                  |                          |
| 8.                       | Lorenzo Fortunato        | Bardiani CSF             | + 5m47s                  |                          |
| 9.                       | Rasmus Bøgh Wallin       | ColoQuick-Cult           | + 5m57s                  |                          |
| 10.                      | Florian Maitre           | Direct Énergie           | + 5m59s                  |                          |

### Classificação por equipas
| Classificação por equipes | Classificação por equipes   | Classificação por equipes | Classificação por equipes |
| Equipe                    | Equipe                      | Tempo                     |                           |
| ------------------------- | --------------------------- | ------------------------- | ------------------------- |
| 1.                        | Virtu Cycling               | 41h09m06s                 |                           |
| 2.                        | Roompot-Nederlandse Loterij | + 30s                     |                           |
| 3.                        | Trek-Segafredo              | + 43s                     |                           |
| 4.                        | Team Sunweb                 | + 1m55s                   |                           |
| 5.                        | Riwal Platform              | + 1m56s                   |                           |
| 6.                        | Sport Vlaanderen-Baloise    | + 2m33s                   |                           |
| 7.                        | Giant-Castelli              | + 3m04s                   |                           |
| 8.                        | Wanty-Groupe Gobert         | + 3m30s                   |                           |
| 9.                        | Astana                      | + 3m58s                   |                           |
| 10.                       | ColoQuick-Cult              | + 4m10s                   |                           |

## Evolução das classificações
| Etapa                 | Vencedor              | Classificação geral | Classificação por pontos | Classificação da montanha | Classificação dos jovens | Classificação por equipas |
| --------------------- | --------------------- | ------------------- | ------------------------ | ------------------------- | ------------------------ | ------------------------- |
| 1.ª                   | Casper Pedersen       | Casper Pedersen     | Casper Pedersen          | Andreas Kron              | Casper Pedersen          | Trek-Segafredo            |
| 2.ª                   | etapa cancelada       | Casper Pedersen     | Casper Pedersen          | Andreas Kron              | Casper Pedersen          | Trek-Segafredo            |
| 3.ª                   | Mads Pedersen         | Mads Pedersen       | Casper Pedersen          | Andreas Stokbro           | Mads Pedersen            | Sport Vlaanderen-Baloise  |
| 4.ª                   | Matthias Brändle      | Mads Pedersen       | Mads Pedersen            | Andreas Stokbro           | Mads Pedersen            | Team Virtu Cycling        |
| 5.ª                   | Max Walscheid         | Mads Pedersen       | Mads Pedersen            | Nicolai Brøchner          | Mads Pedersen            | Team Virtu Cycling        |
| Classificações finais | Classificações finais | Mads Pedersen       | Mads Pedersen            | Nicolai Brøchner          | Mads Pedersen            | Team Virtu Cycling        |